# XEW-AM
A XEW-AM é uma estação de rádio localizada na cidade do México, opera através da frequência 900 kHz AM tendo uma potência, durante o dia, de 250 000 watts, atualmente a rádio é conhecida pelo nome W.

## História
XEW-AM foi ao ar pela primeira vez em 18 de setembro de 1930, Leopoldo de Samaniego primeiro locutor da XEW, então disse: “Amigos, ésta es la XEW, la voz de América Latina desde México” (Amigos, esta é a XEW, a voz da América Latina a partir do México).
Esta emissora marca, por sinal, o fim de um período e o início de uma nova etapa na história da radiodifusão mexicana. Antes da XEW, as emissoras eram operadas com os mais variados objetivos, seja por seus donos ou patrocinadores. Existiam aqueles que viam ao rádio como um meio de experimentação técnica, outros – a minoria – que o entendiam como um instrumento para a difusão de educação e cultura, e havia também, aqueles que previam sua transformação em uma indústria altamente lucrativa, mas não contavam, nem com os recursos econômicos nem, com a capacidade empresarial para transformar suas emissoras em negócios de sucesso.
A XEW, em contrapartida, foi pensada desde seu início, pelo seu proprietário, o empresário Emilio Azcárraga Vidaurreta, como um negócio, como uma instituição cujo objetivo, além de científico, cultural ou educativo, é econômico.
A XEW é a primeira emissora a desenvolver estratégias de publicidade para incidir nos costumes e pautas de consumo cotidiano da população, e a primeira que entende que para obter exito econômico o rádio tem que converter-se em um referêncial diário para os ouvintes, ou seja, que as pessoas devem buscar pela informação, o entretenimento e a companhia no rádio.
Este era o grande segredo para atrair anunciantes; os empresários deveriam entender que o rádio seria no futuro o grande meio de informação e de entretenimento e que qualquer produto ou serviço que eles desejassem lançar ao mercado tinha que estar apoiado pela publicidade radiofônica.
A emissora adota o slogan "La voz de la América Latina desde México". Os estúdios da XEW ficam na calle 16 de septiembre número 23, nos altos do cine Olimpia, também propriedade de Emilio Azcárraga Vidaurreta.
XEW-AM e outras emissoras foram integradas para formar a cadeia de rádio Radiopolis, hoje Televisa Radio.

## Grupo Prisa
Em outubro de 2001, o grupo empresarial espanhol Prisa comprou 50% das ações da Televisa Radio, formada por 17 estações de rádio, a XEW-AM, agora chamada de W Radio, é a emissora líder da rede, de mesmo nome, no México.
Além do México, o formato W Radio, está presente no Chile, Colômbia, Costa Rica, Panamá, e Estados Unidos.